# Kami (Miyagi)
Kami (jap. 加美町 Kami-machi) – miasto w Japonii, na wyspie Honsiu, w prefekturze Miyagi. Według danych na rok 2020 miejscowość zamieszkiwało 21 943 mieszkańców , a gęstość zaludnienia wyniosła 47,6 os./km².